# 박윤국
박윤국(朴允國, 1956년 4월 12일, 경기도 포천군 영북면 ~ )은 대한민국의 정치인으로 포천시 출생이다. 명지대학교 토목공학과를 졸업하고 제34대 포천군수, 제2대 포천시장을 역임했다. 2대 포천시장 재임도중 18대 국회의원 선거에 출마하기 위하여 포천시장직을 중도 사퇴하였다.
이후 제7회 전국동시지방선거에서 포천시장에 당선되어 복귀했다.

## 학력
- 영북국민학교 졸업
- 영북중학교 졸업
- 영북고등학교 졸업
- 명지대학교 토목공학 학사 졸업

## 경력
- 1991.06 ~ 1995.06 제1대 경기 포천군의회 의원(경기 포천군 선거구, 무소속, 초선)
- 1995.07 ~ 1998.03 제4대 경기도의회 의원(민선 1기, 경기 포천군 제3선거구, 민주자유당→신한국당→무소속→자유민주연합, 초선)
- 2002.07 ~ 2003.10 제34대 경기도 포천군수(민선 3기, 한나라당, 초선)
- 2003.10 ~ 2006.06 제1대 경기도 포천시장(민선 3기, 한나라당, 초선)
- 2006.07 ~ 2007.12 제2대 경기도 포천시장(민선 4기, 한나라당, 재선)
- 2011.08 ~ 2016.05 경기도태권도협회 회장
- 2018.07 ~ 2022.06: 제7대 경기도 포천시장(민선 7기, 더불어민주당, 3선)
- 2022.07 ~ 2023.05: 더불어민주당 경기도당 포천시·가평군 지역위원회 위원장 직무대행
- 2023.05 ~ : 더불어민주당 경기도당 포천시·가평군 지역위원회 위원장
- 2024.12 ~ : 한국도자재단 이사장

## 저서
- 금강산 길목에서
- 나에게는 꿈이 있습니다

## 역대 선거 결과
|  | 67.8% |

|  | 0% |

|  | 41.23% |

|  | 24.16% |

|  | 55.15% |

|  | 29.72% |

|  | 12.51% |

|  | 24.21% |

|  | 52.07% |

|  | 47.66% |

|  | 48.36% |